# Hartinger Barn
La Hartinger Barn est une grange située au sud d'Aurora, dans le Dakota du Sud, aux États-Unis. Construite vers 1915, elle est inscrite au South Dakota State Register of Historic Places depuis début 2018.